# Highlands County
Highlands County är ett administrativt område i delstaten Florida, USA, med 98 786 invånare. Den administrativa huvudorten (county seat) är Sebring.

## Geografi
Enligt United States Census Bureau har countyt en total area på 2 865 km². 2 663 km² av den arean är land och 202 km² är vatten.

### Angränsande countyn
- Osceola County, Florida - nordöst
- Okeechobee County, Florida - öst
- Glades County, Florida - syd
- Charlotte County, Florida - sydväst
- DeSoto County, Florida - väst
- Hardee County, Florida - väst
- Polk County, Florida - nord

### Orter
- Avon Park
- Lake Placid
- Sebring